# Rodica Daniela Nagel
Rodica Daniela Nagel (nom de jeune fille : Moroianu), née le 18 novembre 1970, est une athlète franco-roumaine, spécialiste des courses de fond et du cross-country. Elle court pour la Roumanie jusqu'en juin 1997, concourant ensuite sous les couleurs françaises.
Aux championnats du monde de cross d'Ostende, elle s'adjuge une médaille de bronze par équipes, dans l'épreuve du cross court, en compagnie de Yamna Oubouhou-Belkacem, Rakiya Maraoui-Quétier et Zahia Dahmani.
Sur le plan national, elle remporte le titre de championne de France de cross-country en 1998 (cross court) et en 2002 (cross long).